# 雷薩維察
雷薩維察（塞爾維亞語： 或 Resavica）是塞爾維亞的城鎮，由波莫拉夫列州負責管轄，位於該國東部，距離代斯波托瓦茨18公里，海拔高度470米，主要經濟活動有煤礦，2002年人口2,365。
44°04′N 21°31′E / 44.067°N 21.517°E